# N.E.C. in het seizoen 1967/68
Het seizoen 1967/1968 was het 14e jaar in het bestaan van de Nijmeegse betaaldvoetbalclub N.E.C.. De club kwam uit in de Eredivisie en eindigde daarin op de 10e plaats. Tevens deed de club mee aan het toernooi om de KNVB Beker, hierin werd in de tweede ronde, na strafschoppen, verloren van Go Ahead (1–1).

## Wedstrijdstatistieken

### Eredivisie
|       | ADO   | Ajax  | DOS   | DWS   | Feijenoord | Fortuna '54 | Go Ahead | GVAV  | MVV   | NAC   | PSV   | Sittardia | Sparta | Telstar | FC Twente '65 | Volendam | Xerxes/DHC '66 |
| ----- | ----- | ----- | ----- | ----- | ---------- | ----------- | -------- | ----- | ----- | ----- | ----- | --------- | ------ | ------- | ------------- | -------- | -------------- |
| Thuis | 1 – 0 | 0 – 2 | 1 – 1 | 2 – 2 | 0 – 5      | 0 – 0       | 3 – 3    | 0 – 1 | 4 – 2 | 2 – 1 | 4 – 0 | 2 – 2     | 3 – 1  | 2 – 0   | 1 – 1         | 2 – 2    | 0 – 0          |
| Uit   | 0 – 1 | 9 – 1 | 2 – 2 | 1 – 3 | 2 – 0      | 2 – 2       | 3 – 1    | 0 – 0 | 1 – 0 | 0 – 0 | 1 – 0 | 1 – 3     | 1 – 0  | 2 – 0   | 1 – 0         | 0 – 0    | 2 – 1          |

### KNVB Beker
| Groepsfase                                       | N.E.C.                                               | 2 – 1 (0 – 1)                  | Wageningen          |
| 31 december 1967 Plaats: Nijmegen Goffertstadion | Chris Geutjes 55' Tini van Reeken 63'                |                                | 18' Marcel Broecks  |
| Groepsfase                                       | N.E.C.                                               | 3 – 0 (2 – 0)                  | HVC                 |
| 25 februari 1968 Plaats: Nijmegen Goffertstadion | Herbert Bönnen 5' Chris Geutjes 30' Gerard Weber 72' |                                |                     |
| Groepsfase                                       | Vitesse                                              | 1 – 1 (1 – 0)                  | N.E.C.              |
| 24 maart 1968 Plaats: Arnhem Monnikenhuize       | Ben Zweers 18'                                       |                                | 82' Tini van Reeken |
| 2e ronde                                         | N.E.C.                                               | 1 – 1 (0 – 1) Na strafschoppen | Go Ahead            |
| 28 april 1968 Plaats: Nijmegen Goffertstadion    | Ben Werts 62'                                        |                                | 33' Wietse Veenstra |

## Statistieken N.E.C. 1967/1968

### Eindstand N.E.C. in de Nederlandse Eredivisie 1967 / 1968
| Stand | Gespeeld | Gewonnen | Gelijk | Verloren | Punten | Doelpunten voor | Doelpunten tegen |
| ----- | -------- | -------- | ------ | -------- | ------ | --------------- | ---------------- |
| 10e   | 34       | 9        | 13     | 12       | 31     | 41              | 51               |

### Topscorers
| #      | Naam            | Goal |
| ------ | --------------- | ---- |
| 1.     | Hans Venneker   | 19   |
| 2.     | Chris Geutjes   | 9    |
| 3.     | Tini van Reeken | 6    |
| 4.     | Herbert Bönnen  | 4    |
| 5.     | Ben Werts       | 2    |
| 6.     | Gerard Weber    | 1    |
| Totaal | Totaal          | 41   |

| #      | Naam            | Goal |
| ------ | --------------- | ---- |
| 1.     | Chris Geutjes   | 2    |
| 1.     | Tini van Reeken | 2    |
| 3.     | Herbert Bönnen  | 1    |
| 3.     | Gerard Weber    | 1    |
| 3.     | Ben Werts       | 1    |
| Totaal | Totaal          | 7    |

## Voetnoten
ADO ·
Ajax ·
DOS ·
DWS ·
Feijenoord ·
Fortuna '54 ·
Go Ahead ·
GVAV ·
MVV ·
NAC ·
N.E.C. ·
PSV ·
Sittardia ·
Sparta ·
Telstar ·
FC Twente '65 ·
Volendam ·
Xerxes/DHC '66